# Save
Die Save (auch Sau, Sawe; in den südslawischen Sprachen Sava, serbisch-kyrillisch Сава, antiker/lateinischer Name Savus) ist der längste Fluss Sloweniens und Kroatiens.
Er entsteht aus dem Zusammenfluss der beiden Quellflüsse Sava Dolinka und Sava Bohinjka vor der Stadt Radovljica in der Oberkrain und mündet nach 940 km bei Belgrad von rechts in die Donau. 
Ihre wichtigsten Nebenflüsse sind die Krka, die Kupa, die Una, der Vrbas, die Bosna und die Drina.
Die Save verbindet die Hauptstädte dreier Nachfolgestaaten Jugoslawiens: Ljubljana (Slowenien), Zagreb (Kroatien) und Belgrad (Serbien). Im mittleren Lauf bildet sie die Grenze zwischen Kroatien und Bosnien und Herzegowina.
Mit einem mittleren Abfluss von über 1600 m³ pro Sekunde ist die Save der wasserreichste Nebenfluss der Donau – noch vor der Theiß, dem Inn und der Drau. Unter ihnen hat sie das zweitgrößte Einzugsgebiet (95.419 km²) und mit 940 km die drittgrößte Flusslänge unter den Nebenflüssen der Donau (nach Pruth und Theiß) (ohne Quellfluss Savica: 712 km).

## Name
In der Antike wurde der Fluss Sáos, Sábos, Sauós, Saus oder Savus genannt. Der Name wurde dann von den slawischen Siedlern als *Sāwa übernommen. Vermutlich geht der Name auf das urindogermanische *souh1o-s mit der ungefähren Bedeutung „Antreiber, Antrieb“ zurück.

## Quellflüsse und Oberlauf (Savetal)

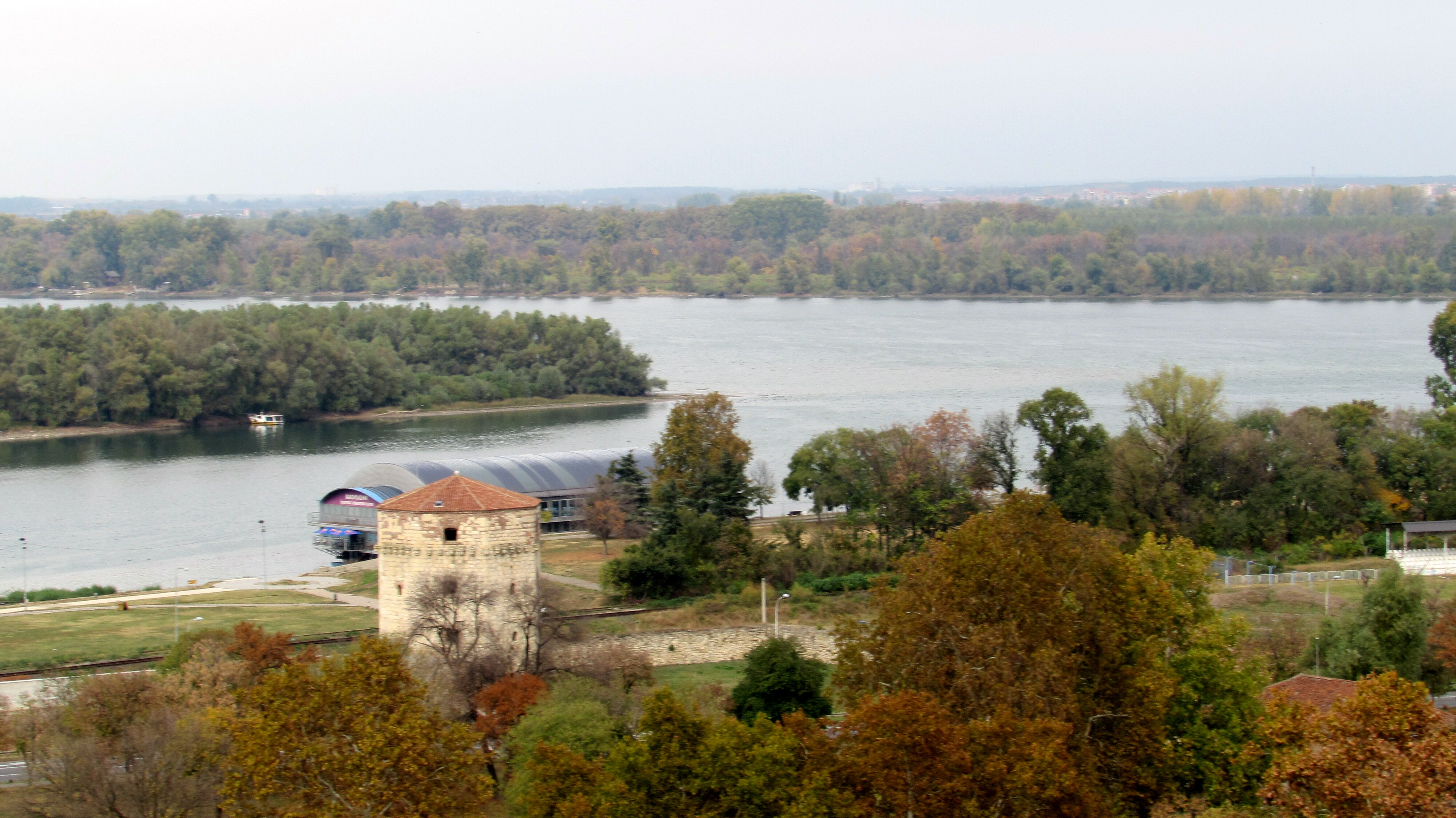
Mündung der Save in die Donau in Belgrad

Die Sava Dolinka ist mit einer Länge von 45 km der längere der beiden Quellflüsse der Save. Sie fließt von Norden durch das Obere Savetal bis zur Vereinigung mit der von Westen kommenden Sava Bohinjka (Wocheiner Save) im Südosten des Talbeckens von Bled und Radovljica (Blejsko Radovljiška kotlina).
Von Radovljica fließt die Save zunächst ostsüdostwärts über Kranj bis zur slowenischen Hauptstadt Ljubljana, danach ostwärts. In Zidani Most (Steinbrück) mündet die Savinja von links ein. Etwa 120 km östlich von Ljubljana (50 km Luftlinie) tritt die Save aus dem Gebirge heraus und durchfließt 10 km weiter Kroatiens Hauptstadt Zagreb. Zum Hochwasserschutz wurde hier der Odra-Kanal gebaut.

## Unterlauf bis zur Donau (Save-Niederungen)
In der Ebene von Zagreb nimmt der Fluss einen mehr südöstlichen Verlauf und hat nur mehr sehr geringes Gefälle, sodass er im Turopolje zu mäandrieren beginnt (Save-Niederungen). Ein Teil dieser Ebene links und rechts der Save wird Posavina genannt. Wo bei Sisak von Süden her die Kupa einmündet, wird die Save schiffbar. Ab dem Zufluss der Una folgt ihr die Grenze zwischen Kroatien und Bosnien-Herzegowina (überwiegend dessen Landesteil Republika Srpska) und passiert kurz nach dem Motajica-Gebirge Slavonski Brod.
In der anschließenden Ebene, ab Höhe von Vukovar an der Donau, die Syrmien und ganz im Osten Batschka genannt wird, verläuft sie etwa parallel zur 50–70 km nördlicher fließenden Drau, bildet von Šamac bis Brčko gewaltige Mäander und mündet schließlich nach weiteren etwa 100 km in Belgrad in die Donau.
Der Fluss markiert bis zu seiner Mündung in Belgrad nach gängiger Definition die Nordgrenze der Balkanhalbinsel.

## Städte
(flussabwärts)
Slowenien: Jesenice, Kranj, Ljubljana, Litija, Krško
Kroatien: Zagreb, Sisak, Slavonski Brod
Bosnien und Herzegowina: Bosanska Gradiška, Šamac, Brčko
Serbien: Sremska Mitrovica, Šabac, Belgrad

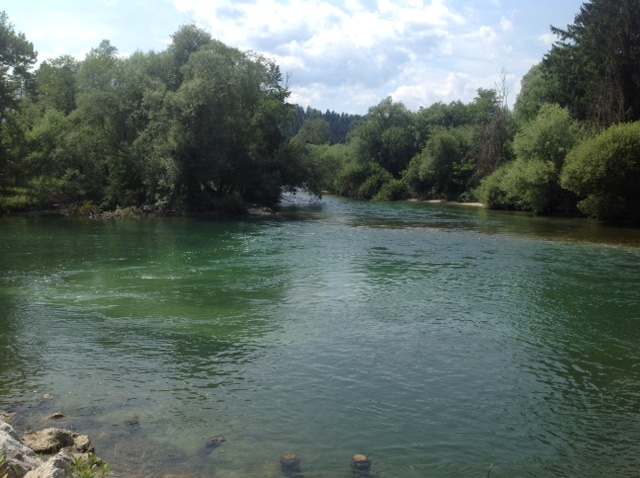
Zusammenfluss von Sava Bohinjka (links) und Sava Dolinka (rechts) zur Save
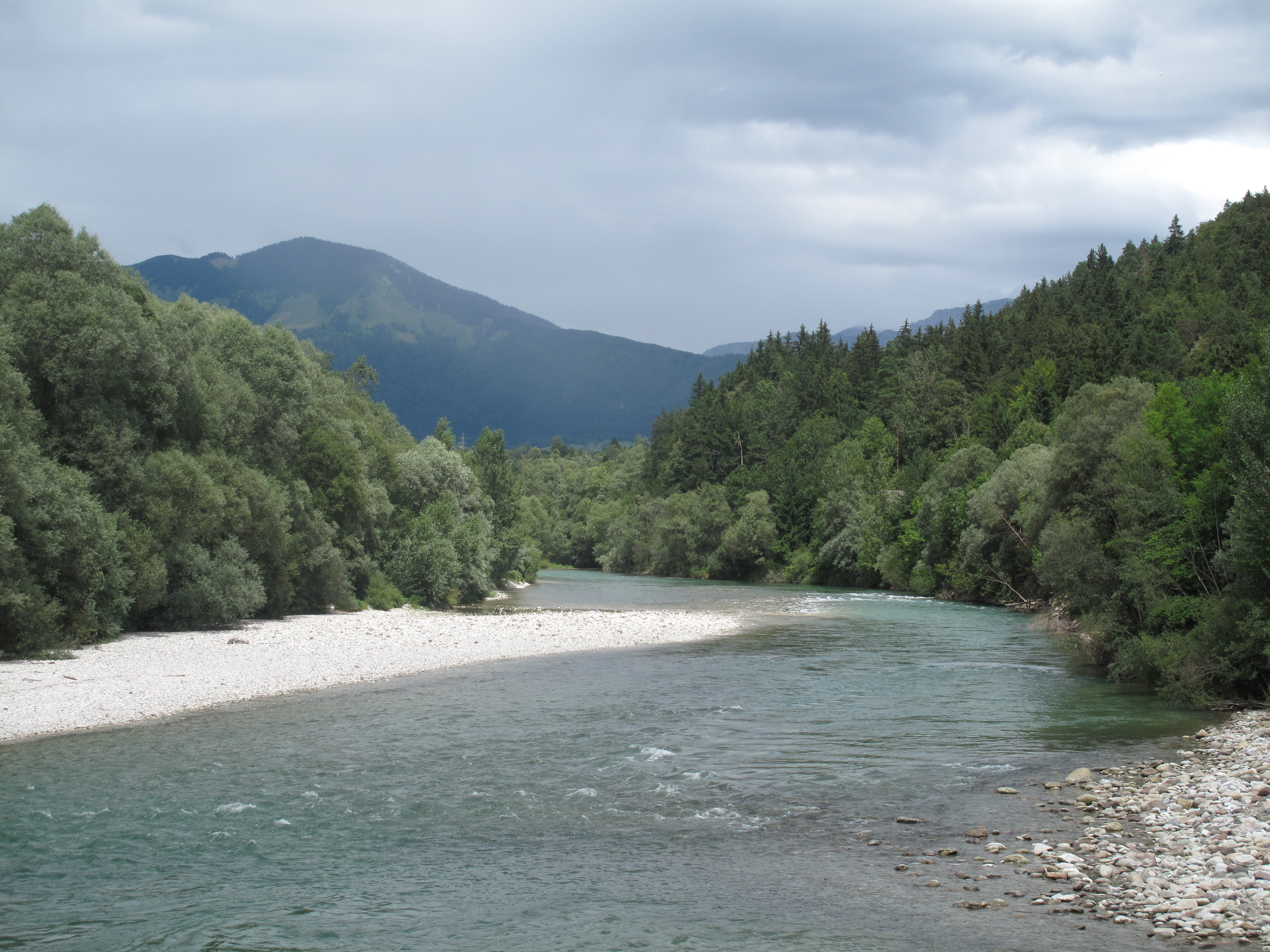
Die Save zwischen Gobovce und Podnart
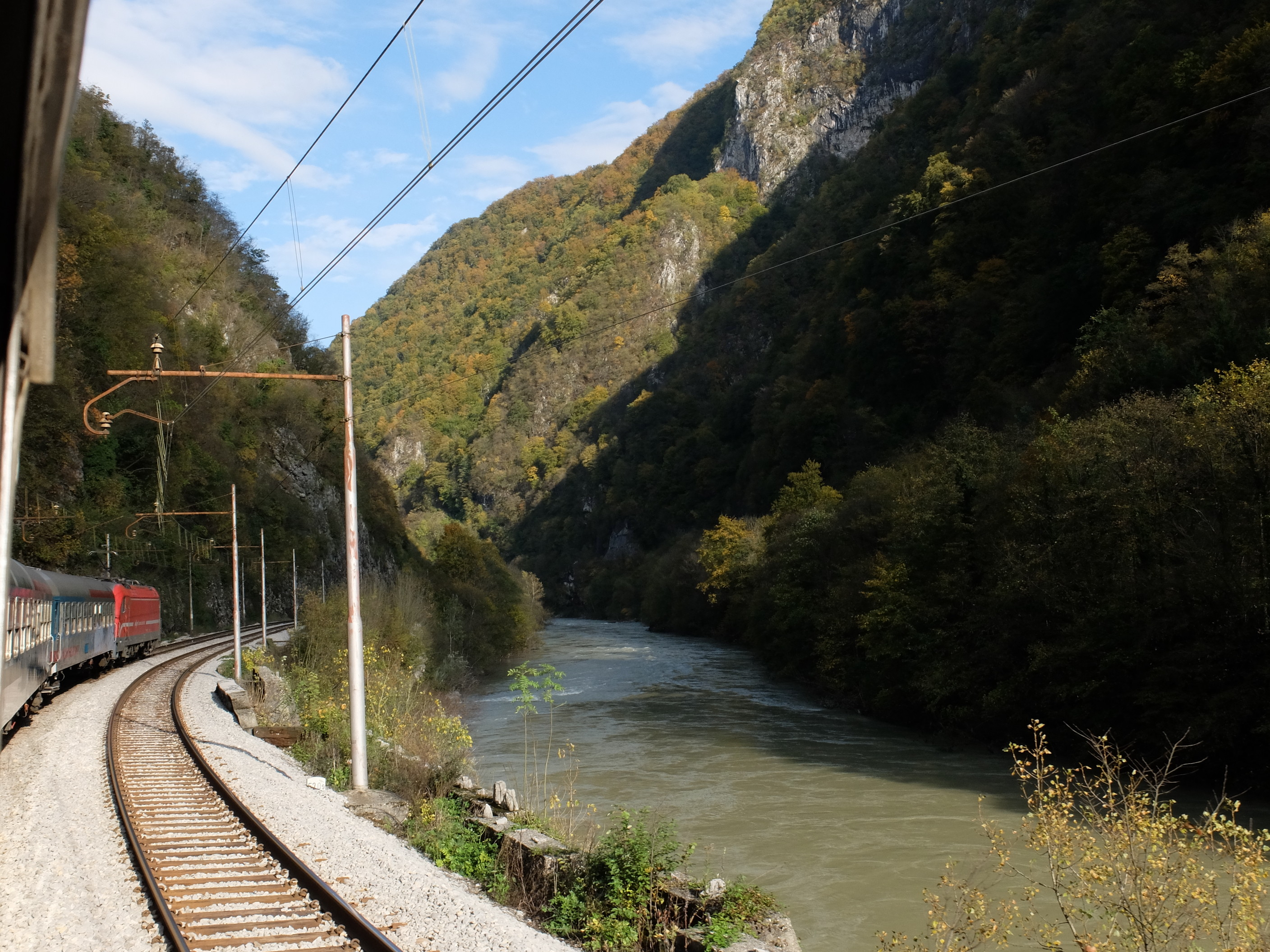
Saveschlucht zwischen Ljubljana und Trbovlje
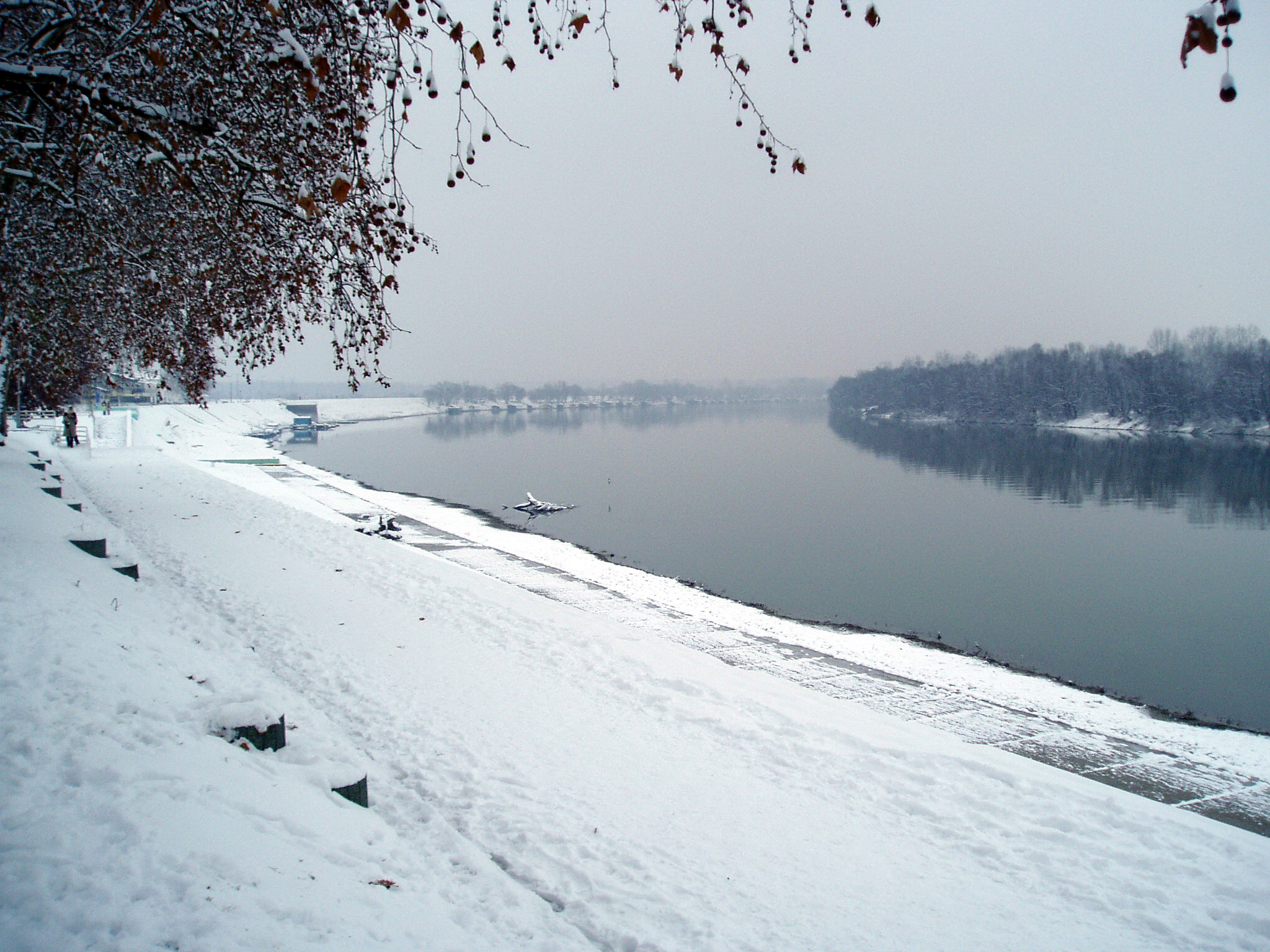
Die Save in der Nähe von Slavonski Brod
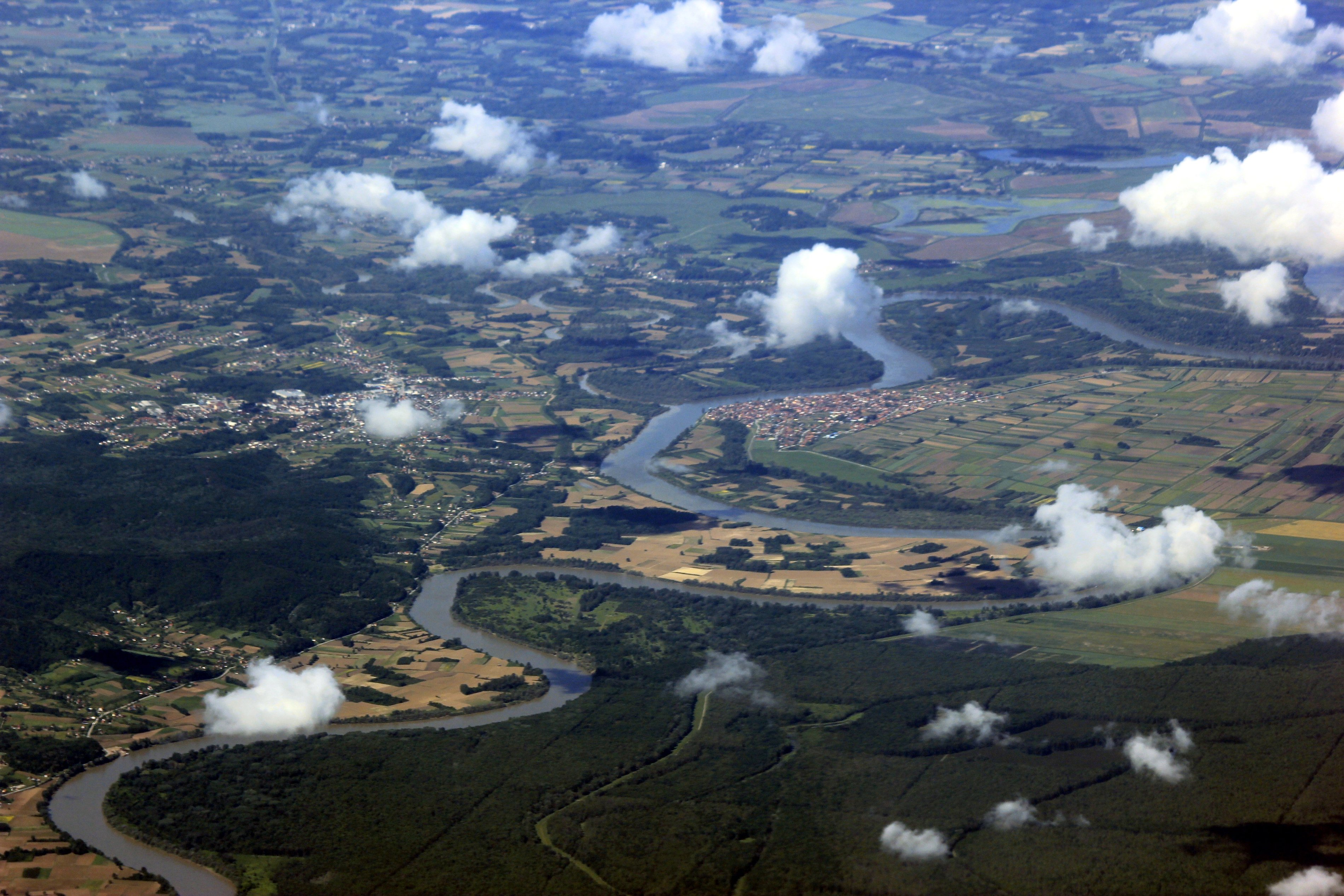
Luftbild der Save-Mäander an der kroatisch-bosnischen Grenze

## Hydrometrie
Die Durchflussmenge der Save wurde über 58 Jahre (1926–84) in Sremska Mitrovica knapp 100 Kilometer oberhalb der Mündung gemessen (in m³/s).